# Sự cố nhà máy điện hạt nhân Fukushima I
Sự cố nhà máy điện hạt nhân Fukushima I (福島第一原子力発電所事故 (Phúc Đảo đệ nhất nguyên tử lực phát điện sở sự cố) Fukushima Dai-ichi (pronunciationⓘ) genshiryoku hatsudensho jiko) là một loạt các sự kiện tại nhà máy điện hạt nhân Fukushima I sau trận động đất và sóng thần Sendai 2011. Đến ngày 12 tháng 3 năm 2011, các sự kiện khác đã diễn ra tại nhà máy điện Fukushima II 11,5 km về phía nam và nhà máy điện hạt nhân Onagawa. Ngày 12 tháng 3 năm 2011, chính phủ Nhật Bản tuyên bố một "tình trạng khẩn cấp điện hạt nhân" do mất chất làm nguội và di tản hàng ngàn người dân sinh sống gần nhà máy Fukushima I. Ngày tiếp theo, trong khi bằng chứng nóng chảy từng phần của lõi lò phản ứng ở số 1 đang tăng lên, một vụ nổ hydro đã phá hủy tầng trên của tòa nhà chứa lò phản ứng số 1 và làm 8 công nhân bị thương, nhưng hộp chứa lò phản ứng vẫn nguyên vẹn.
Chính quyền Fukushima đã cho di tản các khu vực xung quanh nhà máy số 1 và số 2. Tổng cộng 45.000 người sống trong bán kính 20 km xung quanh nhà máy số 1 đã được yêu cầu di dời.
Tại nhà máy số 2, chính quyền đã cho di tản dân cư trong khu vực bán kính 3 km và khuyến cáo những người sống trong phạm vi 10 km không nên rời khỏi nhà. Cả hai nhà máy hạt nhân đều cách thành phố 30 triệu dân Tokyo khoảng 250 km về hướng đông bắc. Hiện năm lò phản ứng của các nhà máy ở Fukushima đang được đặt trong tình trạng khẩn cấp năng lượng hạt nhân quốc gia bởi sự cố hệ thống làm mát.
Ngày 12 tháng 3 năm 2011, Cơ quan năng lượng hạt nhân Nhật Bản thông báo xếp hạng sự cố Fukushima mức số 4 (tai nạn với hậu quả địa phương) theo thang sự cố hạt nhân quốc tế. 170.000-200.000 người đã được di tản sau khi các quan chức bày tỏ khả năng lõi của lò phản ứng tan chảy và bốc cháy. Điều này có thể dẫn đến việc một lượng phóng xạ bị giải phóng trong tòa nhà chứa lò phản ứng.
Ngày 12 tháng 3 năm 2011, tòa nhà chứa lò phản ứng số 3 cũng nổ. Theo Công ty Điện lực Tokyo, 6 người bị thương trong vụ nổ này. Nhưng không có thông tin lò phản ứng phát nổ.
Ngày 11 tháng 4, Cơ quan năng lượng hạt nhân Nhật Bản nâng mức khủng hoảng sự cố nhà máy điện Fukushima I lên mức 7, mức cao nhất trong thang sự cố hạt nhân quốc tế.
Ngày 16 tháng 12 năm 2011, thủ tướng Nhật Bản Noda Yoshihiko tuyên bố trong cuộc họp báo về quyết định đóng nguội nhà máy điện một cách có kiểm soát.
Tháng 3 năm 2013, giới chức trách của TEPCO thông báo rằng sự cố mất điện của nhà máy có thể là do xác của một con chuột nằm ở bảng điều khiển và gây ra mất nguồn điện, ảnh hưởng đến hệ thống máy bơm làm mát lò phản ứng.